# De bello Gallico
Commentarii de bello Gallico (Записи о галском рату) је мемоарски спис римског војсковође Гаја Јулија Цезара.
Главни је извор за Цезарове војне походе у Галији (од 58. до 51/50. пре н. е). Настао је, међутим, из пишчевог личног интереса, па је отуда са становишта историографије проблематичан. У књижевном погледу је спис исто толико великог значаја. Извршио је значајан утицај на латинску књижевност, у којој заузима истакнуто место.
Састоји се из осам књига. Осму књигу није написао Цезар, него његов пријатељ, високи официр и лични скретар Аул Хирције. Хирције је хтео да попуни празнину између галског и грађанског рата, који је Цезар описао у свом другом спису De bello Civili. 